# Jerome James (Basketballspieler)
Jerome Keith James (* 17. November 1975 in Tampa, Florida) ist ein ehemaliger US-amerikanischer Basketballspieler, der die meiste Zeit seiner Profikarriere in der NBA aktiv war.

## Karriere
In seiner College-Zeit spielte er für die Florida Agricultural and Mechanical University. Im NBA-Draft 1998 wurde er in der zweiten Runde von den Sacramento Kings ausgewählt. Im Herbst 1998 nahm er an einer Europatournee der Harlem Globetrotters teil. Die gesamte Saison 1999/00 versäumte er wegen einer Knieoperation.  
In der Saison 2000/01 spielte er kurzzeitig bei zwei europäischen Clubs, KK Budućnost Podgorica und ASVEL Lyon-Villeurbanne. Von 2001 bis 2005 spielte er in der NBA für die Seattle SuperSonics, mit denen er 2005 die Play-offs erreichte.  
Danach wechselte er innerhalb der Liga als Free Agent zu den New York Knicks, wo er einen mit 30 Millionen US-Dollar dotierten Fünfjahresvertrag erhielt. Dort konnte er nicht an seine bisherigen Leistungen anknüpfen; in den Saisons 2007/2008 und 2008/09 absolvierte er lediglich jeweils zwei Spiele.
In den Jahren 2012 und 2015 hatte er noch zwei kurze Engagements bei Caciques de Humacao und Atenienses de Manatí aus der puerto-ricanischen Basketball-Liga.  